# Nicolas Grenier
Nicolás Grenier (29 de abril de 1975, Le Blanc-Mesnil, Francia) es un poeta, traductor, escritor y crítico literario.

## Biografía
Licenciado por el Instituto de Estudios Políticos de París y por la Universidad de la Sorbona, es profesor de HEC Paris. En Francia está considerado como uno de los mejores dentro de la joven generación. Cincuenta críticos franceses e internacionales (Tower Journal) publican sus poemas en una docena de idiomas. Representa una importante figura en el tanka y haiku. Su primera colección de poemas, cuyo tema trataba sobre el barrio parisino de Saint-Germain-des-Prés recibió el Gran Premio de Paul Eluard. Trabaja con artistas internacionales del mundo de la música y la fotografía.
Realiza traducciones en francés, junto con David Rochefort, de poemas de Barack Obama, pop y underground. Escribe música junto a compositores en homenaje a Bill Gates, Warren Buffett, John Fitzgerald Kennedy, Ludwig Wittgenstein y ciudades como Marrakech y París.
- Datos: Q326361